# Diplycosia kosteri
Diplycosia kosteri är en ljungväxtart som beskrevs av Herman Otto Sleumer. Diplycosia kosteri ingår i släktet Diplycosia och familjen ljungväxter. Inga underarter finns listade i Catalogue of Life.